# ريجنالد بولاك
ريجنالد بولاك (بالإنجليزية: Reginald Pollack)‏ هو رسام أمريكي، ولد في 29 يوليو 1924، وتوفي في 2001.